# Франц Грібар
Франц Грібар (нім. Franz Hribar, 5 червня 1909 — 1956) — австрійський футболіст, що грав на позиції воротаря. Відомий виступами, зокрема, у складі клубів «Рапід» (Відень), «Слован» (Відень) і «Ніколсон» (Відень). В складі «Рапіда» дворазовий чемпіон Австрії і фіналіст Кубка Мітропи.

## Клубна кар'єра
В складі «Рапіда» грав два сезони з 1928 по 1930. В обох здобував з командою чемпіонат Австрії, хоча основним гравцем не був. В 1928 році грав в обох фінальних матчах Кубка Мітропи 1928, хоча в попередніх раундах у воротах стояв його конкурент Франц Гріфтнер. У фіналі «Рапід» програв угорському «Ференцварошу». Грав також у матчах Кубка Мітропи 1929 року, у якому «Рапід» зупинився у півфіналі. Загалом зіграв 16 матчів в складі клубу: 9 в чемпіонаті і 7 в Кубку Мітропи.

## Титули і досягнення
- Чемпіон Австрії (2):

«Рапід» (Відень): 1928–1929, 1929–1930
- Фіналіст Кубка Мітропи (1):

«Рапід» (Відень): 1928